# Unió Democràtica d'Etiòpia
La Unió Democràtica Etiòpica o Ethiopian Democratic Union (UDE/EDU), també esmentat ocasionalment com Teranafit (que anteriorment era un grup separat basat a Shire abans que es fusionés amb l'EDU), era un dels partits polítics que formaven en oposició al règim de Derg d'Etiòpia.
Fundat en les seqüeles de la revolució i el cop militar que va enderrocar a l'emperor Haile Selassie el setembre de 1974, l'EDU manifestava una agenda conservadora. Establert sota la tutela del príncep hereditari de Tigray, Ras Mangasha Seyum, l'EDU es conformava amb diversos elements que incloïen propietaris de terra que eren oposats a la nacionalització dels seus latifundis, monàrquics, alt oficials militars desplaçats pels colpistes que havien dirigit el cop contra l'emperador, i conservadors i adversaris de centredreta del Derg marxista leninista. Des de meitat de 1976 a 1977, l'EDU emetia programes de ràdio a Etiòpia des del Sudan, i també llançava una campanya militar a Begemder que gairebé capturava Gondar. Encara que els ideals democràtics eren expressats pel partit, i de manera imprecisa promovia una monarquia constitucional, mai no va deixar clar el seu programa polític, un defecte que finalment debilitava l'EDU quan les seves diverses faccions començaren a divergir políticament. Les rivalitats ètniques entre els lleials de Ras Mangasha (procedents de Tigre) i els elements d'altres ètnies integrats a l'EDU també eixamplaren la divisió.
Altre moviments de rebels políticament oposats a l'EDU, que incloïen el Front Popular d'Alliberament de Tigre (FPAT/TPLF) a Tigre i el Partit Revolucionari Popular Etíop a Begemder, van combatre contra l'EDU i van ajudar les forces del Derg a empènyer l'EDU fora dels territoris que controlava. El 1978, el lideratge de l'EDU es dividia a causa de diferències polítiques serioses que s'havien desenvolupat entre ells i es retirava de la lluita armada en contra del règim del Derg. Romania actiu entre comunitats d'exili etiòpiques, especialment a Europa i al Sudan.
La Unió Democràtica Etíop (EDU) es va organitzar o reorganitzar a Addis Abeba el 1991 com a partit d'oposició legal després que el Front Popular d'Alliberament de Tigre (TPLF) encapçalant el Front Popular Democràtic Revolucionari Etíop va arribar al poder. El partit tenia un representant al juliol de 1991 conferència de Londres que va conduir a l'establiment del "Govern Transitori d'Etiòpia". El 1999 es va fusionar al Partit Democràtic Etiòpic, fundat un any abans, per formar el Partit d'Unió Democràtic Etiòpic (EDUP).